# فرودگاه شهری دموپولیس
فرودگاه شهری دموپولیس (به انگلیسی: Demopolis Municipal Airport) یک فرودگاه همگانی بهره‌برداری هوایی است که یک باند فرود آسفالت دارد و طول باند آن ۱۵۲۵ متر است. این فرودگاه در شهر دموپولیس، آلاباما کشور ایالات متحده آمریکا قرار دارد و در ارتفاع ۳۴ متری از سطح دریا واقع شده‌است.